# Site archéologique du bois de Montbourcher
Le site archéologique du bois de Montbourcher est une ancienne fortification située sur la commune de Vignoc, dans le département d’Ille-et-Vilaine en région Bretagne. 

## Localisation
Il se trouve au centre du département, au nord de Rennes et au sud-est du bourg de Vignoc. 

## Historique
La première mention de la paroisse de Vignoc remonte au XIe siècle. À l’époque, elle dépendait de la seigneurie de Montboucher, dont la motte était le siège. Les seigneurs de Montboucher exerçaient le droit de haute justice sur le village, même s’ils n’étaient pas les seuls à y posséder des droits, et sont mentionnés dès 1040. Au XIIIe siècle, ils transfèrent leur résidence au château de La Roche-Montbourcher, à Cuguen. 
Le site date du XIe siècle. 
Il est inscrit au titre des monuments historiques depuis le 18 septembre 1995.

## Architecture
Le site est composé d’une motte, d’une basse-cour et d’une enceinte ovale.
La motte à un diamètre de 28 mètres à sa base, une hauteur de 6 mètres. Elle est entourée d’un fossé sec de 3 mètres de profondeur. La plateforme sommitale de 14 mètres de diamètre est jonchée de pierres.
La basse-cour en forme de croissant, large d’environ 22 mètres, est délimitée par une forte levée de terre et un fossé.
À 50 mètres au nord de la motte se trouve une enceinte ovale de 32 mètres par 20. Elle est formée d’un talus de 1,5 à 2 mètres de haut entouré d’un fossé peu profond.